# Heren van de Nacht (Venetië)

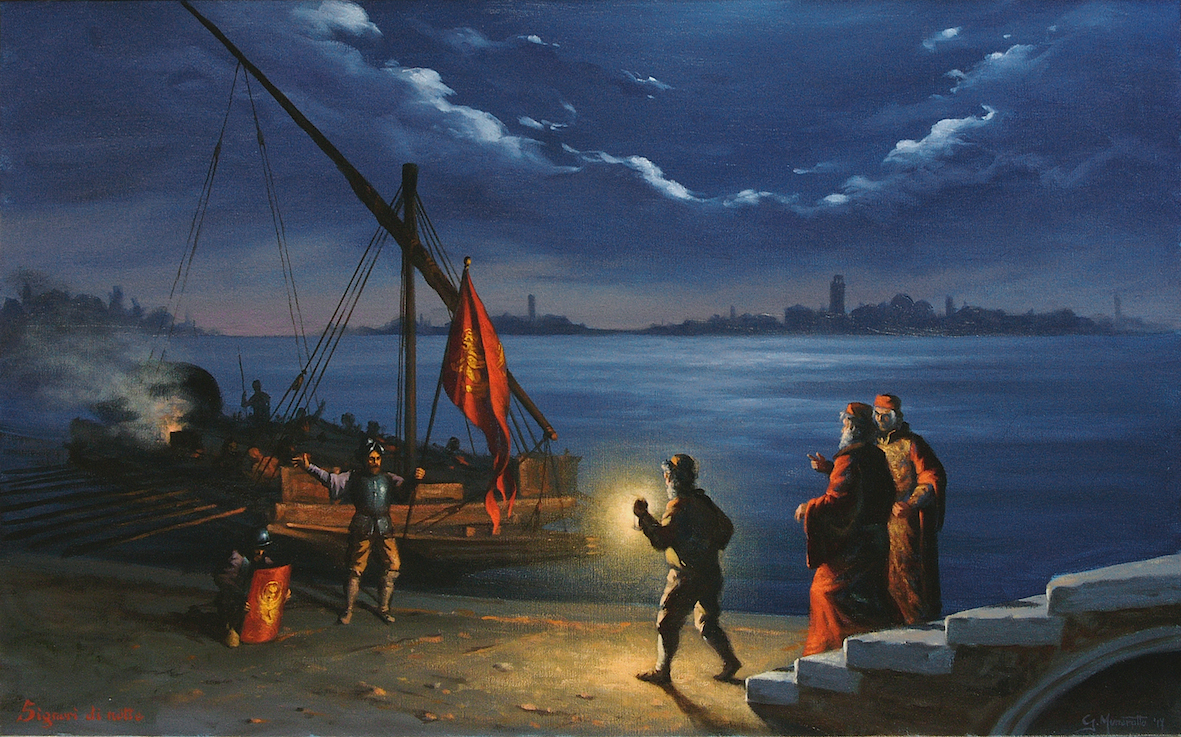
Interventie van de Heren van de Nacht in de dogestad

De Heren van de Nacht of in het Italiaans i Signori della Notte waren magistraten in de stad Venetië, hoofdstad van de republiek Venetië. Hun ambt bestond van de 13e eeuw tot 1797, het jaar waarin de Fransen de republiek en haar instellingen afschaften.
De Heren van de Nacht waren als politiemagistraten verantwoordelijk voor de handhaving van de openbare orde. Aanvankelijk traden ze op ’s nachts – vandaar hun naam – doch hun politionele taken werden belangrijk uitgebreid. Het waren steeds patriciërs die het ambt mochten bekleden. Hun aantal varieerde van twee tot zes. De sestieri of stadswijken hadden hun zeg bij de benoeming.

## Historiek
In de vroege middeleeuwen was het aan de doge en zijn wachters om de orde te handhaven in de stad Venetië. Eind 12e eeuw, begin 13e eeuw verloor de doge deze macht. Het was de Raad van Veertig die drie ambten instelde ter ordehandhaving: de Avogadori di comun; de Cinque Savi della pace; de Heren van de Nacht.
Het ging om vooreerst om het ufficio dell’avogaria di comun waarvan de magistraten Avogadori di comun werden genoemd. Zij vormden een tussenstation tussen het politieoptreden en de rechtsvervolging door de Raad van Tien. Zij hadden geen eigen troepen. Zij konden oproerkraaiers doorgeven aan het gerecht: de Inquisitori del Consiglio dei Dieci of de onderzoeksmagistraten van de Raad van Tien namen het dan over.
De twee andere ambten hadden politietroepen ter beschikking voor de openbare orde. Het andere ambt waren de magistraten genoemd Cinque Savi della pace; deze vijf politiemagistraten beschikten elk over een militie. Het derde en laatste ambt betrof de Heren van de Nacht. Het oudste spoor van hun bestaan dateert van het jaar 1250. Deze politiemagistraten leidden eigen politietroepen en er was overlap met de vijf Savi della pace. Bij de Avogadori di comun kon een oproerkraaier die opgepakt was protest aantekenen.
De Heren van de Nacht hadden in het dogenpaleis een martelkamer, de Camera del Tormento, voor de opgepakte misdadigers. Zij vonnisten met lijfstraffen of legden straffen op zoals gevangenisstraf en slavenwerk op de galeien.
In 1537 verloren de Heren van de Nacht enkele bevoegdheden, namelijk voor de misdrijven van godslastering, prostitutie en weddenschappen. Dit ging naar de Esecutori contro la Bestemmia. Enkele jaren later, in 1544, werd de magistratuur van de Nacht opgesplitst in twee ambten: Signori della Notte al Criminàl en Signori della Notte al Civil.

## Bevoegdheden
Van oudsher moesten de Heren van de Nacht erover waken dat er ’s nachts nergens brand uitbrak in de stad. Zij traden op bij misdrijven. Zo waren hun andere bevoegdheden moord, diefstal, verkrachting, overspel, bigamie, nachtelijk dansen en vechtpartijen. Zij moesten ook toezicht houden op joodse inwoners. Indien artsen niet meldden dat zij een gewonde hadden verzorgd na een vechtpartij, trokken de Heren van de Nacht naar deze artsen.
Vanaf 1544 deden de Signori della Notte al Criminàl verder het politioneel werk dat zij de voorbije eeuwen al deden. De Signori della Notte al Civil onderzochten de schadevergoedingen na geweld en bij fraudezaken. Bij feestdagen, wanneer alle rechtbanken gesloten waren, zetelden zij als rechter om delinquenten onmiddellijk te veroordelen.